# Головмох веронський
Головмох веронський (Bryum veronense) — вид мохів порядку головмохальних (Bryales).

## Поширення
Батьківщиною є Європа, Північна Америка.
Населяє від вологого до сухого ґрунту, заповнені ґрунтом щілини в пісковику.

## Характеристика
Рослини в щільних матах, яскраво-темно-зелених або оливково-зелених. Стебла 0.4–1 см. Листки у вологому стані прямовисні, яйцеподібні, слабо увігнуті, 0.2–1 мм; основа зелена; краї плоскі дистально чи рідко загнуті проксимально; верхівка гостра. Спеціалізоване нестатеве розмноження відсутнє.